# Karolina Piotrkiewicz
Karolina Ewa Piotrkiewicz (Danzica, 29 agosto 1984) è un'ex cestista polacca con cittadinanza francese.

## Carriera
Rimbalzista forte fisicamente e mentalmente, ha giocato nelle massime serie dei campionati francese e belga con Calais e Namur, prima di passare alla Serie A2 italiana con Alcamo.
Un infortunio al legamento crociato anteriore l'ha messa fuori gioco a metà novembre, dopo la partita di Coppa Italia di Serie A2 contro Chieti. Passa quindi all'Union Saint-Amand, nel campionato francese.
Inoltre ha giocato in Coppa Ronchetti, in Eurolega e nel Campionato europeo Under-20 del 2004.

## Statistiche
Dati aggiornati al 30 giugno 2009.
| Stagione        | Squadra                 | Competizione | Partite | Partite | Partite | Statistiche tiro | Statistiche tiro | Statistiche tiro | Altre statistiche | Altre statistiche | Altre statistiche | Altre statistiche | Altre statistiche |
| Stagione        | Squadra                 | Competizione | Pres.   | Titol.  | Minuti  | Tiri da 2        | Tiri da 3        | Liberi           | Rimb.             | Assist            | Rubate            | Stopp.            | Punti             |
| --------------- | ----------------------- | ------------ | ------- | ------- | ------- | ---------------- | ---------------- | ---------------- | ----------------- | ----------------- | ----------------- | ----------------- | ----------------- |
| 2008-2009       | Gea Magazzini Alcamo    | Serie A2     | 6       | 6       | 203     | 24/59            | 2/8              | 28/36            | 60                | 3                 | 13                | 6                 | 82                |
| 2010-2011       | Virtus La Spezia        | Serie A2     | 14      | 14      | 437     | 83/175           | 0/11             | 41/58            | 134               | 5                 |                   | 5                 | 207               |
| 2011-2012       | Iveco Lenzi Bolzano     | Serie A2     | 31      | 29      | 939     | 130/305          | 10/48            | 92/138           | 321               | 36                |                   | 30                | 382               |
| 2012-2013       | Sea Logistic Valmadrera | Serie A2     | 3       | 3       | 34      | 13/31            | 0/3              | 8/13             | 33                | 2                 |                   | 4                 | 34                |
| Totale carriera |                         |              |         |         |         |                  |                  |                  |                   |                   |                   |                   |                   |